# Базанова Марина Вікторівна
Марина Вікторівна Базанова (25 грудня 1962 — 27 квітня 2020) — українська радянська спортсменка, гравець українського гандболу, яка виступала за збірну СРСР на Олімпійських іграх 1988 року та за Об'єднану команду. Бронзова призерка Ігор XXIV та XXV Олімпіад (1988, 1992).

## Біографія
Заслужений майстер спорту (1982). Виступала за клуб «Спартак», Київ. Закінчила Київський державний інститут фізичної культури (1983). Тренер — Ігор Турчин.
Чемпіонка світу (1982, 1986, 1990). Володарка Кубка європейських чемпіонів (1981, 1983, 1986, 1987, 1988). Нагороджена орденом «Знак Пошани» (1985).
У 1988 році завоювала бронзову медаль з командою СРСР. Зіграла всі п'ять матчів і забила 13 голів. В 1992 році була членом Єдиної команди, яка виграла бронзову медаль. Зіграла всі п'ять матчів і забила 19 голів.